# 491984 Brunapontes
491984 Brunapontes è un asteroide della fascia principale. Scoperto nel 2011, presenta un'orbita caratterizzata da un semiasse maggiore pari a 3,1098757 au e da un'eccentricità di 0,0828890, inclinata di 9,12933° rispetto all'eclittica.